# Natació sincronitzada als Jocs Olímpics
La natació sincronitzada és un esport, que forma part dels Jocs Olímpics d'Estiu des dels Jocs Olímpics d'Estiu de 1984 disputats a Los Angeles (Estats Units d'Amèrica).
Actualment forma part del programa olímpic la competició per equips i per parelles, però anteriorment també havia format part la competició individual. Els grans dominadors de l'especialitat són Rússia, els Estats Units d'Amèrica i el Canadà i Japó. Des de l'edició del 2000 Rússia ha guanyat totes les medalles d'or en ambdues categories.
En els Jocs Olímpics de París 2024, s'inclourà per primera vegada a la història la participació masculina en la prova per equips. Estarà limitada a 2 atletes màxim i no serà obligatòria la seva inclusió.

## Programa
| Edició            | 1984 | 1988 | 1992 | 1996 | 2000 | 2004 | 2008 | 2012 | 2016 | 2020 | 2024 | Anys |
| ----------------- | ---- | ---- | ---- | ---- | ---- | ---- | ---- | ---- | ---- | ---- | ---- | ---- |
| Programa actual   |      |      |      |      |      |      |      |      |      |      |      |      |
| Parelles          | •    | •    | •    |      | •    | •    | •    | •    | •    | •    | •    | 10   |
| Equip             |      |      |      | •    | •    | •    | •    | •    | •    | •    | •    | 8    |
| Programa eliminat |      |      |      |      |      |      |      |      |      |      |      |      |
| Solo              | •    | •    | •    |      |      |      |      |      |      |      |      | 3    |
|                   |      |      |      |      |      |      |      |      |      |      |      |      |
| Proves totals     | 2    | 2    | 2    | 1    | 2    | 2    | 2    | 2    | 2    | 2    | 2    |      |

## Medaller
en cursiva: CONs desapareguts.
Actualització: Jocs Olímpics Tòquio 2020
| Posició | País            | Or | Plata | Bronze | Total |
| 1       | Rússia          | 12 | 0     | 0      | 12    |
| 2       | Estats Units    | 5  | 2     | 2      | 9     |
| 3       | Canadà          | 3  | 4     | 1      | 8     |
| 4       | R.P. de la Xina | 0  | 5     | 2      | 7     |
| 5       | Japó            | 0  | 4     | 10     | 14    |
| 6       | Espanya         | 0  | 3     | 1      | 4     |
| 7       | Ucraïna         | 0  | 0     | 2      | 2     |
| 8       | França          | 0  | 0     | 1      | 1     |
| Total   | Total           | 20 | 18    | 19     | 51    |

## Medallistes més guardonades
| Nom                  | CON             | Anys      | Or | Plata | Bronze | Total |
| Svetlana Romaxina    | Rússia          | 2008-2020 | 7  | 0     | 0      | 7     |
| Anastassia Davídova  | Rússia          | 2004-2012 | 5  | 0     | 0      | 5     |
| Natalia Isxenko      | Rússia          | 2008-2016 | 5  | 0     | 0      | 5     |
| Anastassia Iermakova | Rússia          | 2004-2008 | 4  | 0     | 0      | 4     |
| Huang Xuechen        | R.P. de la Xina | 2008-2016 | 0  | 5     | 2      | 7     |
| Miya Tachibana       | Japó            | 1996-2004 | 0  | 4     | 1      | 5     |
| Miho Takeda          | Japó            | 1996-2004 | 0  | 4     | 1      | 5     |
| Andrea Fuentes       | Espanya         | 2004-2012 | 0  | 3     | 1      | 4     |